# Премия Европейской киноакадемии за лучший неевропейский фильм
Лучший неевропейский фильм года (по версии Европейской Киноакадемии) — эта номинация, расширяющая программу и географию участников фестиваля, вошла в число конкурсных категорий в 1996 году и продержалась в течение десяти лет. Начиная с 2006 года премия снова не вручалась.

## Лауреаты премии «Лучший неевропейский фильм»
| год  | режиссёр      | Фильм (русское название) | Фильм (оригинальное название) | страна                       |
| ---- | ------------- | ------------------------ | ----------------------------- | ---------------------------- |
| 1996 | Джим Джармуш  | Мертвец                  | Dead Man                      | США Германия Япония          |
| 1997 | Такэси Китано | Фейерверк                | Hana-Bi                       | Япония                       |
| 1998 | Питер Уир     | Шоу Трумана              | The Truman Show               | США                          |
| 1999 | Дэвид Линч    | Простая история          | The Straight Story            | США Франция Англия           |
| 2000 | Вонг Карвай   | Любовное настроение      | In the Mood for Love          | Гонконг                      |
| 2001 | Баз Лурманн   | Мулен Руж                | Moulin Rouge                  | Австралия США                |
| 2002 | Элия Сулейман | Хроника исчезновения     | Chronicle of a Disappearance  | Германия США Франция Израиль |
| 2003 | Дени Аркан    | Нашествие варваров       | Les invasions barbares        | Канада                       |
| 2004 | Вонг Карвай   | 2046                     | 2046'                         | Китай Гонконг                |
| 2005 | Джордж Клуни  | Доброй ночи и удачи!     | Good Night, and Good Luck     | Япония Франция Англия США    |